# Scirpophaga virginia
Scirpophaga virginia là một loài bướm đêm trong họ Crambidae.